# Hrvoje Spahija
Hrvoje Spahija (* 23. Februar 1988 in Šibenik) ist ein kroatischer Fußballspieler.

## Karriere

### Kroatien
Spahija begann mit dem Vereinsfußball in der Jugend von Beroe Stara Sagora und wurde hier 2007 Profifußballer. Bereits ein Jahr später wechselte er zu HNK Šibenik und erkämpfte ich hier schnell einen Stammplatz. wurde er im Sommer 2003 durch den Wechsel zu Međimurje Čakovec. Hier spielte er vier Spielzeiten und absolvierte in dieser Zeit 58 Ligapartien für seinen Klub. Zur Saison 2007/08 wechselte er zu Hajduk Split. In seiner ersten Saison bei Hajduk Split kam er am Stammtorwart Vladimir Balić nicht vorbei. Dieser beendete zu Saisonende seine aktive Laufbahn. Zur neuen Spielzeit wurde der Torwart Danijel Subašić geholt. Dieser stach Tomić im Kampf um den Platz des Stammtorwartes aus, sodass Tomić seine gesamten drei Spielzeiten bei Split lediglich in 10 Partien zum Einsatz kam.

### Elazığspor
Im Sommer 2012/13 interessierte sich der Süper-Lig-Aufsteiger Elazığspor für den kroatischen Innenverteidiger Nikola Žižić. Nachdem dieser jedoch bereits zu Antalyaspor gewechselt war, suchte man in der kroatischen Liga weiter nach Innenverteidigern. Dabei wurde man auf Spahija aufmerksam und verpflichtete ihn.

### Rückkehr nach Kroatien
Im Februar 2014 verließ Spahija Elazığspor wieder und heuerte bei seinem früheren Verein Šibenik an.
Im Sommer 2014 wechselte er zu NK Olimpija Ljubljana und spielte in den Jahren danach in Rumänien bei FC Voluntari und CS Universitatea Craiova. Im Frühjahr 2018 wechselte Spahija nach Kasachstan zu Ordabassy Schymkent.